# Danny Dorling

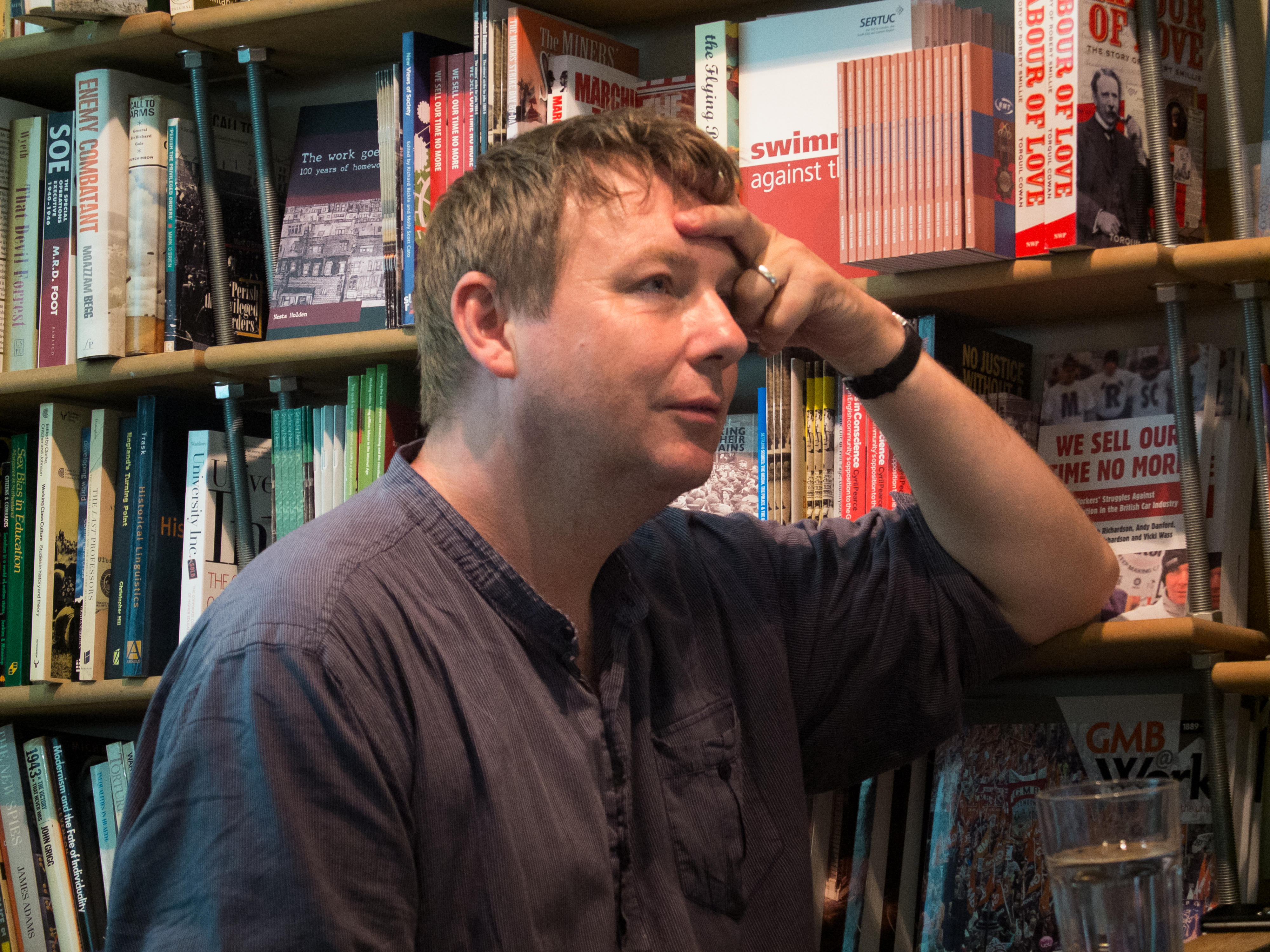
Danny Dorling (2014)

Daniel „Danny“ Dorling (geboren 16. Januar 1968 in Oxford) ist ein britischer Sozialgeograph und Kartograf.

## Leben
Danny Dorling besuchte in Oxford eine Comprehensive School. Er studierte Geografie, Mathematik und Statistik an der University of Newcastle (B.A. 1989), wurde 1991 mit einer Dissertation über die Visualisierung des Raums bei Stan Openshaw promoviert und erhielt anschließend ein Stipendium. Im Jahr 1996 wechselte er an die School of Geographical Sciences der Universität Bristol und wurde im Jahr 2000 zum Professor für quantitative Humangeographie an die Universität Leeds berufen. Von 2003 bis 2013 war er Professor für Humangeografie an der Universität Sheffield. Seit 2013 ist er Halford Mackinder Professor of Geography an der School of Geography and the Environment des St Peter’s College in Oxford.
Dorlings Arbeit befasst sich mit dem Wohnen, der Gesundheit, der Beschäftigung, der Bildung und der Armut. Er weist in seiner wissenschaftlichen Arbeit immer wieder auf die sozialen und regionalen Spaltungen in der britischen Gesellschaft hin. Er veröffentlichte zu diesen Themen allein oder in Autorengemeinschaft eine Vielzahl von Büchern und Aufsätzen. Er ist Ehrenvorsitzender der Society of Cartographers.
Dorling nimmt aktiv an der öffentlichen Debatte um Auswege aus der Klimakrise teil; so unterzeichnete er im Oktober 2018 einen offenen Brief, in dem der britischen Regierung ein Versagen im Klimaschutz vorgeworfen wird, die Extinction Rebellion, eine zu zivilem Ungehorsam in der Klimafrage aufrufenden Graswurzelbewegung, unterstützt wird und eine Dekarbonisierung der Wirtschaft gefordert wird. Er ist zudem Mitunterzeichner eines im Dezember 2018 veröffentlichten offenen Briefes, in welchem der Politik ein Scheitern bei der Thematisierung der Krise vorgeworfen wird, dazu aufgerufen wird, sich Bewegungen wie Extinction Rebellion anzuschließen und zum Konsumverzicht aufgerufen wird.

## Schriften (Auswahl)
- New Social Atlas of Britain. London: John Wiley, 1995
- Daniel Dorling; Mark Newman; Anna Barford: The Atlas of the Real World: Mapping the way we live. London: Thames and Hudson, 2008, 2010
  - Atlas der wirklichen Welt : so haben Sie die Erde noch nie gesehen. Übersetzung Susan Haynes-Huber und andere. Darmstadt : Primus, 2010, ISBN 978-3-89678-708-8
- Injustice: Why social inequality persists. Bristol: Policy Press, 2010, 2015
- Population 10 Billion: The Coming Demographic Crisis and How to Survive It. London : Constable, 2013
- mit David Fairbairn: Mapping : ways of representing the world. London : Routledge, 2015
- mit D. Ballas, B. Hennig: The Human Atlas of Europe: A continent united in diversity. Bristol : Policy Press, 2017
- The Equality Effect: Improving life for everyone. Oxford : New Internationalist, 2017
- mit Sally Tomlinson: Rule Britannia: Brexit and the End of Empire. London : Biteback, 2019
- Seven Children: Inequality and Britain’s Next Generation. C Hurst, London 2024, ISBN 978-1-911723-50-9.